# The Gun Show
«The Gun Show» — песня американской металкор-группы In This Moment, первый промосингл с третьего альбома A Star-Crossed Wasteland. Песня была выпущена на iTunes 1 июня, на канале Sirius XM Radio Liquid Metal, а также была доступна в течение 24 часов для свободного прослушивания на сайте MySpace.
Трейлер, содержащий небольшой фрагмент песни, был выпущен 19 мая. Через несколько недель был выпущен трейлер клипа.
Песня стала главной темой шоу TNA Against All Odds 2011, и была повторно использована для продвижения шоу Xplosion.

## Стиль
«The Gun Show» представляет собой возвращение группы к более тяжёлому звучанию. Гитарист Крис Хоуворт прокомментировал песню: «Мы просто хотели вернуться с более тяжёлой композицией, чтобы показать каждому, что In This Moment вернулись в метал и мы взяли частичку самих себя.» Песня содержит скрим Марии Бринк на протяжении всей песни, без использования чистого вокала. 

## Список композиций
1. «The Gun Show» — 4:46

## Клип
1 мая 2010 года группа опубликовала на своих страницах Twitter и MySpace записи, призывающие поклонников в районе Лос-Анджелеса прийти в костюмах ковбоев для съёмок клипа. Режиссёром клипа стал Дэвид Бродски и клип дебютировал на Revolver TV 23 июня.
Бринк описывает песню и клип: «Это своего рода чувство западного ранчо. Я со всеми остальными одета как девушка-ковбой. Нам было весело. Я думаю, это одна из самых тяжёлых песен, и я люблю её. В летнее время весело и здорово дать пинка под зад.»